# Albert Boehm
Albert Wilhelm August Boehm, Pseudonym: Karl Emil Schwenk; (* 14. Februar 1877 in Wetzlar; † 25. Mai 1957 in Clausthal-Zellerfeld) war ein deutscher Bergbaubeamter, der das preußische Oberbergamt Clausthal leitete.

## Leben
Boehm war der Sohn des Vorstehers der Kreissparkasse Wetzlar. Nach dem Besuch des Humanistischen Gymnasiums studierte er Bergbau an den Universitäten Bonn und Berlin. Er wurde im Sommersemester 1897 Mitglied im Bonner Kreis.  Danach war er ab 1901 u. a. im Weilburger Bergrevier tätig und wurde 1905 zum preußischen Bergassessor ernannt. Danach war er in der Berginspektion Heinitz bei Saarbrücken und im Ersten Weltkrieg im Jahre 1915 als stellvertretender Vorsitzender zur Kaiserlichen Bergverwaltung beim Generalgouverneur im belgischen Brüssel tätig. Nach der Rückkehr ins Deutsche Reich wurde Albert Boehm 1919 stellvertretender Direktor der Berginspektion IV Saarbrücken. Bereits ein Jahr später wechselte er als Bergrat und Vorstand zur Kohlenwirtschafts-Stelle für den Regierungsbezirk Arnsberg in Hagen. 1923 wurde er zum Oberbergrat am Oberbergamt Clausthal unter Berghauptmann Wilhelm Bornhardt (1864–1946) ernannt. 1928 erfolgte seine Beförderung zum Ministerialrat und Versetzung in das Preußische Ministerium für Handel und Gewerbe in Berlin. Nach der Machtergreifung der Nationalsozialisten wechselte Albert Boehm 1933 als Ministerialrat an das Preußische Ministerium für Wirtschaft und Arbeit. Noch im gleichen Jahr wurde er zum Berghauptmann des Oberbergamts Clausthal ernannt und blieb bis zum Erreichen des 70. Lebensjahres 1947 in diesem Amt.
Er war u. a. Mitglied im Altherrenverband des Berg- und Hüttenmännischen Vereins zu Aachen-Berlin-Clausthal e. V.
Einige seiner Werke veröffentlichte er unter dem Pseudonym Karl Emil Schwenk.

## Schriften (Auswahl)
- Das Jahr bei den Unterirdischen. Fahrten Träume und Schwänke unter und über Tage. Otto-Hennig Kempfe, Clausthal-Zellerfeld 1951.

## Ehrungen
- Eisernes Kreuz II. Klasse
- Kriegsverdienstkreuz